# Finanzamt München
Das Finanzamt München ist Teil der bayerischen Finanzverwaltung mit Sitz in München und Bearbeitungsstellen in Deggendorf, Dillingen, Donauwörth, Grafenau, Eichstätt, Höchstädt, Ingolstadt, Mühldorf am Inn, Passau, Straubing und Zwiesel. Derzeit laufen die Bauarbeiten für die größte Bearbeitungsstelle in Schweinfurt (geplante Eröffnung 2025/26).
Das Finanzamt München ist zum 1. August 2009 aus den sieben ehemaligen Finanzämtern München I bis V, dem Finanzamt München für Körperschaften und dem Zentralfinanzamt München hervorgegangen. Entsprechend den vormals selbständigen Finanzämtern untergliederte sich das Finanzamt München zunächst in sieben Abteilungen. Im Rahmen eines evolutionären Prozesses wurden die Abteilungen neu strukturiert und ihre Zuständigkeiten neu definiert. Zum 1. August 2017 wurde die Zielstruktur erreicht, die das Finanzamt München in folgende Abteilungen untergliederte:
- Abteilung I (Veranlagung Einzelunternehmer und Vermietungseinkünfte, vgl. aber unten)
- Abteilung II (Veranlagung Arbeitnehmer und Rentner)
- Abteilung III (Veranlagung von Personen- und Kapitalgesellschaften)
- Abteilung IV (Umsatzsteuervoranmeldungen und Lohnsteuer-Arbeitgeberstelle, Steuerfahndung und Bußgeld- und Strafsachenstelle)
- Abteilung V (Betriebsprüfung)
- Abteilung VI (Kasse und Vollstreckung)
- Zentralabteilung (Amtsleitung)

Diese Struktur besteht weitgehend noch heute, allerdings wurde die Veranlagung umsatzsteuerfreier Vermietungseinkünfte im September 2018 von der Abteilung I zur Abteilung II verlagert.
Die Münchner Dienstgebäude befinden sich an den fünf Standorten Deroystraße, Karlstraße, Katharina-von-Bora-Straße, Prinz-Ludwig-Straße und Winzererstraße, das Servicezentrum befindet sich in der Deroystraße 12. Im Herbst 2014 erfolgte der Baubeginn des neuen Dienstgebäudekomplexes „Steuercampus München“ in der Deroystraße, in dem alle Münchner Arbeitsstellen zusammengeführt werden sollen.
2850 Mitarbeiter sind in München tätig, 600 Mitarbeiter an vierzehn ausgelagerten Bearbeitungsstellen an den elf Standorten Deggendorf, Dillingen, Donauwörth, Eichstätt, Grafenau, Höchstädt, Ingolstadt, Mühldorf, Passau, Straubing und Zwiesel. 300 Mitarbeiter soll die Bearbeitungsstelle in Schweinfurt im Endausbau umfassen.
Es handelt sich mit ca. 3450 Beschäftigten um das größte Finanzamt in Deutschland.